# Yuru Camp
Yuru Camp (яп. ゆるキャン△, Yurukyan, англ. Laid-Back Camp; укр. Дівчачий табір) — японська манґа, створена Афро та опублікована в липні 2015 року в сьонен-журналі Manga Time Kirara Forward. Аніме-серіал виробництва C-Station та режисерства Кьогоку Йосіякі транслювався з 1 січня по 22 березня 2018 року на телеканалах AT-X, Tokyo MX та інших.

## Персонажі
Недесіко Кагаміхара (яп. 各務原 なでしこ, Kagamihara Nadeshiko)
Сейю: Ханаморі Юмірі
Рін Сіма (яп. 志摩 リン, Shima Rin)
Сейю: Тояма Нао
Chiaki Oogaki (яп. 大垣 千明, Ōgaki Chiaki)
Сейю: Саюрі Хара
Аої Інуяма (яп. 犬山 あおい, Inuyama Aoi)
Сейю: Акі Тойосакі
Ена Сайтоу (яп. 斉藤 恵那, Saitō Ena)
Сейю: Ріе Такахасі
Сакура Кагаміхара (яп. 各務原 桜, Kagamihara Sakura)
Сейю: Іноуе Маріна
Старша сестра Недесіко.
Сінсіро Хаджіме (яп. 新城 肇, Shinshiro Hajime)
Сейю: Акіо Оцука
Мінамі Тоба (яп. 鳥羽 美波, Toba Minami)
Сейю: Сідзука Ітоу

## Манґа
Уперше манґа була видана Houbunsha та опублікована в журналі Manga Time Kirara Forward у липні 2015 року. Перший том вийшов 12 листопада 2015 року. Станом на липень 2023 року налічується чотирнадцять томів. Yen Press отримали ліцензію на видання манґи у Північній Америці. Перший том англійською мовою вийшов у березні 2018.

### Список томів
| №  | Дата виходу       | ISBN                   |
| -- | ----------------- | ---------------------- |
| 1  | 12 листопада 2015 | ISBN 978-4-8322-4635-5 |
| 2  | 12 липня 2016     | ISBN 978-4-8322-4719-2 |
| 3  | 10 лютого 2017    | ISBN 978-4-8322-4804-5 |
| 4  | 12 липня 2017     | ISBN 978-4-8322-4851-9 |
| 5  | 12 грудня 2017    | ISBN 978-4-8322-4900-4 |
| 6  | 12 березня 2018   | ISBN 978-4-8322-4927-1 |
| 7  | 11 жовтня 2018    | ISBN 978-4-8322-4983-7 |
| 8  | 26 квітня 2019    | ISBN 978-4-8322-7092-3 |
| 9  | 10 січня 2020     | ISBN 978-4-8322-7149-4 |
| 10 | 12 березня 2020   | ISBN 978-4-8322-7174-6 |
| 11 | 7 січня 2021      | ISBN 978-4-8322-7240-8 |
| 12 | 12 квітня 2021    | ISBN 978-4-8322-7269-9 |
| 13 | 10 березня 2022   | ISBN 978-4-8322-7352-8 |
| 14 | 10 листопада 2022 | ISBN 978-4-8322-7415-0 |
| 15 | 10 листопада 2023 | ISBN 978-4-8322-9501-8 |
| 16 | 12 березня 2024   | ISBN 978-4-8322-9529-2 |

## Аніме

### Список серій
| № серії | Назва серії | Оригінальна дата показу |
| ------- | --- | ----------------------- |
| 1       | Mount Fuji and Curry Noodles «Fuji-san to Karemen» (ふじさんとカレーめん)                                               | 4 січня 2018            |
| 2       | Welcome to the Outdoor Activities Club! «Yōkoso Nokuru e» (ようこそ 野クルへ)                                           | 11 січня 2018           |
| 3       | Mount Fuji and Relaxed Hot Pot Camp «Fuji-san to Mattari Onabe Kyanpu» (ふじさんとまったりお鍋キャンプ)                 | 18 січня 2018           |
| 4       | The Outdoor Activities Club and the Solo Camping Girl «Nokuru to Soro Kyan Gāru» (野クルとソロキャンガール)             | 25 січня 2018           |
| 5       | Two Camps, Two Campers' Views «Futari no Kyanpu, Futari no Keshiki» (二つのキャンプ、二人の景色)                        | 1 лютого 2018           |
| 6       | Meat and Fall Colors and the Mystery Lake «Oniku to Kōyō to Nazo no Mizūmi» (お肉と紅葉と謎の湖)                        | 8 лютого 2018           |
| 7       | A Night on the Lake Shore and Campers «Kohan no yoru to kyanpu no hitobito» (湖畔の夜とキャンプの人々)                  | 15 лютого 2018          |
| 8       | Exams, Caribou, Steamed Buns, Yum! «Tesuto, karību, manjū umai» (テスト、カリブー、まんじゅううまい)                    | 22 лютого 2018          |
| 9       | A Night of Navigator Nadeshiko and Hot Spring Steam «Nadeshiko Nabi to yu kemu Ri no yoru» (なでしこナビと湯けむリの夜) | 1 березня 2018          |
| 10      | Clumsy Travelers and Camp Meetings «Tabi heta-san to kyanpu kaigi» (旅下手さんとキャンプ会議)                           | 8 березня 2018          |
| 11      | Christmas Camp! «Kurikyan!» (クリキャン！)                                                                              | 15 березня 2018         |
| 12      | Mount Fuji and the Laid-Back Camp Girls «Fuji-san to yuru kyangāru» (ふじさんとゆるキャンガール)                        | 22 березня 2018         |